# Folkrace

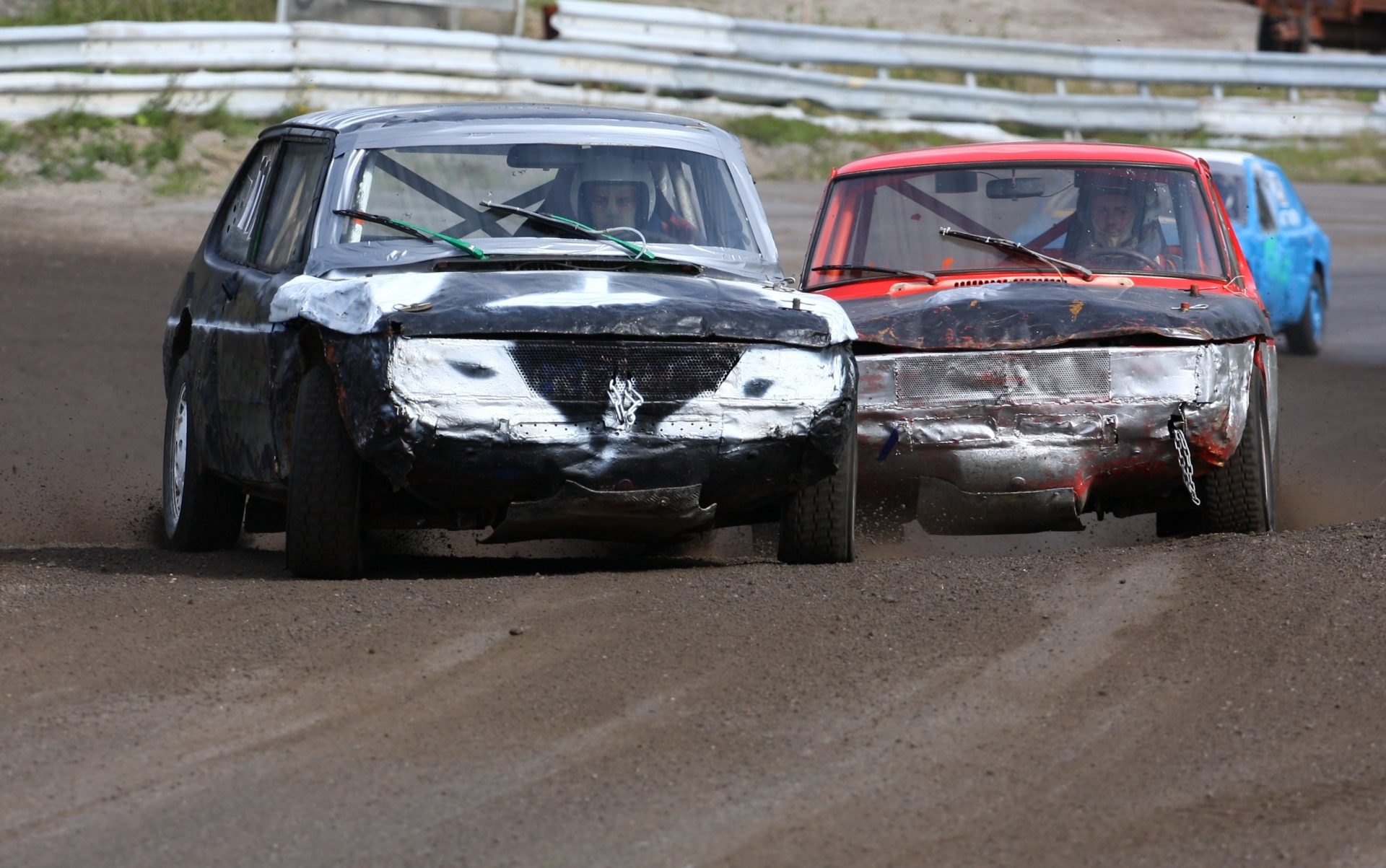
Två folkracebilar i en duell.

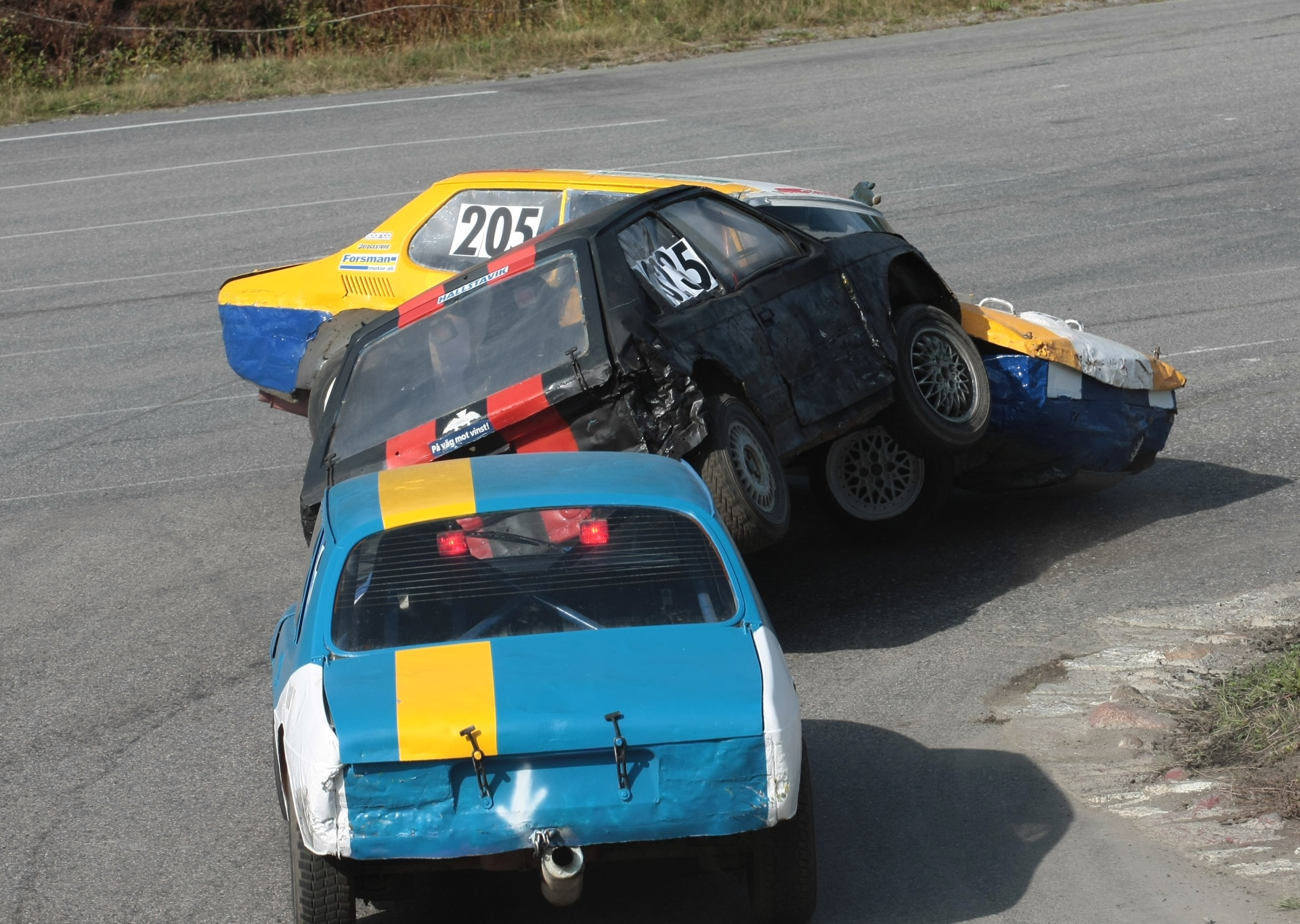
Folkracekrock på Högstabanan i Haninge.

Folkrace är en bilsport i Sverige. Folkrace körs på banor av grus eller asfalt med täckta bilar som är typbesiktigade i Sverige. Bilarna måste var byggda enligt vissa säkerhetsföreskrifter; bland annat skall de ha skyddsbur. Innan varje tävling skall alla tävlingsbilar besiktigas av teknisk funktionär så att de håller de säkerhetskrav som ställs i reglementet. Maxhastigheten ska inte överstiga 80 km/timme, men det finns de som kör fortare ändå. Banan ska dock vara byggd så man inte ska kunna komma upp i högre hastighet.

## Historik
Folkrace kom till Sverige från Finland (jokamiehenluokka, "varmansklassen") 1981. På norska kallas sporten för "bilcross" vilket inte ska förväxlas med svenska rallycross. Folkrace kom till Sverige med en avsikt: att det skulle vara en billig sportgren för de tävlande. Vintern 1981 kördes första provtävlingarna och det blev snabbt en succé - vid årets slut hade man kört 63 tävlingar. Innan årsskiftet 1981 var det första reglementet skrivet. Efter drygt ett halvår hade 3 837 personer löst tävlingslicens i Sverige.
Varje år genomförs cirka 450 tävlingar på de cirka 130 banor runt om i Sverige (de största tävlingarna är Semesterracet i Vimmerby och Folkracefestivalen i Motala).
Folkrace är en bilsport som körs med äldre vanliga bilar. Därav kommer begreppet "folkracedöden" som syftar på att många bilar körs sönder i folkrace under den tid mellan då de är användbara som bruksbilar till dess de fått status som klassiska entusiastbilar. Därför har man på senare år gjort förändringar i tekniska reglementen, så att till exempel 16 ventils-teknik är tillåten, vilket automatiskt medför att nyare bilar kan användas. Men turbo och fyrhjulsdrift är inte tillåtet.

## Regler

### Utrustning
Den utrustning föraren måste ha ska vara av flamsäkert material och består av: overall, handskar, skor, skyddsluva (så kallad balaklava), stödkrage för nacke (alternativt Hans / FHR-skydd) samt en hjälm med maxvikt 1200 gram (används Hans/FHR-skydd 1900 gram) som skall vara godkänd för folkrace.

### Tävlingsregler
Man kan börja tävla i folkrace, i juniorklass, det år man fyller 15 år. Från det år man fyller 18 år tävlar man i någon av seniorklasserna: Herr- eller damklass (det år man fyller 50 får den tävlande välja att tävla i seniorklass eller veteranklass). 

### Anbudsförsäljning
Efter varje tävling är alla bilar som kommit till start till salu. Under tävlingen, fram till max 15 min efter tävlingens avslutande, får vem som helst, lämna anbud på tävlingsekipagen, förutsatt att budgivaren  uppnått ålder för att tävla i folkrace. Alla tävlingsbilar är ute till försäljning för 11 000 SEK + 400 SEK/anbund i administrativ avgift som tillfaller arrangören. Bilar som ställer upp i fler än ett lopp vid flerdagarstävlingar blir till salu efter sista körda lopp. Efter anbudstiden gått ut sker en lottdragning på lämnade anbud. Denna förrättas av domare/tävlingsledare. Personlig utrustning såsom förarstol, bilbälten, fönsternät, incarkamera och ibland personlig ratt (under förutsättning att det finns en ersättningsratt) får dock demonteras innan försäljning sker. Regeln om tvångsförsäljning vid bud har införts för att på ett enkelt sätt hålla nere kostnaderna för hela sporten; om man är tvungen att sälja bilen för 11 000 kr så är förhoppningen att man inte lägger ner mer pengar än så på att iordningställa bilen inför tävling.

### Grundregler för folkracetävling
- Tävlingsbanan måste ligga på inhägnat område.
- Tävlingsbanan ska besiktigas av banbesiktningsman för folkrace.
- Hastigheten ska inte överstiga 80 km/tim.
- Alla bilar är till salu för 11.000 SEK + 400 SEK/anbud efter avslutad tävling.
- Startavgiften får inte vara högre än 400 SEK för seniorer och 250 SEK för juniorer.[1]